# Paraplesiataenius tremolerasi
Paraplesiataenius tremolerasi är en skalbaggsart som beskrevs av Schmidt 1911. Paraplesiataenius tremolerasi ingår i släktet Paraplesiataenius och familjen Aphodiidae. Inga underarter finns listade i Catalogue of Life.